# Psie serce (serial telewizyjny)
Psie serce – polski serial obyczajowy w formie antologii emitowany od 5 grudnia 2002 na antenie Polsatu. Został on nakręcony w dwóch seriach (seria I w 2002, seria II w 2003).

## Piosenka tytułowa
Wykonanie: Maria Pakulnis

Słowa: Tomasz Dembiński

Muzyka: Jerzy Kossacz

## Fabuła
Serial opowiada o życiu współczesnych ludzi. W każdym odcinku jest przedstawiony inny bohater. Świat jest widziany z perspektywy psa, który potrafi mówić. Jednak jego mowę mogą usłyszeć tylko telewidzowie. Serial pokazuje jak pies mocno oddziałuje na życie człowieka. Owo zwierzę jest świadkiem smutków i radości bohaterów, a także jest ich doradcą w sprawach życia i postępowania.

## Obsada
Początkowo - w pierwszym sezonie serialu - w każdym odcinku w główną postać wcielała się Maria Pakulnis, jednak podczas emisji drugiego sezonu można było ją zobaczyć zaledwie w paru odcinkach.